# Metallapoderus pedestris
Metallapoderus pedestris es una especie de coleóptero de la familia Attelabidae.

## Distribución geográfica
Habita en Tanzania.